# والتر روبرت فوكس
والتر روبرت فوكس (بالألمانية: Walter Robert Fuchs)‏ هو مؤلف ألماني، ولد في 18 مارس 1937 في برينستون في الولايات المتحدة، وتوفي في 21 يوليو 1976 في ميونخ في ألمانيا.

## وصلات خارجية
- والتر روبرت فوكس على موقع مونزينجر (الألمانية)